# Sébastien Berset d'Hauterives
Sébastien Berset d'Hauterives (Laval, 11 juin 1741 - Argentré 13 juin 1830), est un notable, homme politique français des XVIIIe et XIXe siècles.

## Origine
Membre de la famille Berset, il est le fils de Jean Baptiste Berset et de Marie Lilavois. La fortune sociale et financière de la famille remontait à Jean-Baptiste Berset, un riche banquier qui avait obtenu, en 1735, des lettres d'anoblissement par l'acquisition d'une charge de secrétaire du roi. Il était marié à Marie Lilavois, issue d'une famille de négociants en toile. Il acheta pour 131 000 ₶, le 3 octobre 1737, la terre d'Hauterives à laquelle était unie la seigneurie d'Argentré et qu'il augmenta de plusieurs autres beaux domaines.

## Biographie
Il épousa, en 1783, Renée-Françoise Leclerc de Beaulieu. Il est le possesseur de plusieurs domaines dont le Manoir des Nuillés.
En 1791, il redigea et présenta au Directoire du district de Laval le mémoire réclamant une indemnité pour le trait de dime qu'il avait le droit de percevoir en la paroisse de Changé.
Le conventionnel Joseph Fouché arrive à Laval, le 25 mars 1793, une quarantaine de suspects dont Sébastien Berset d'Hauterives, et son épouse lui sont désignés et sont renfermés aux Bénédictines de Laval. Mme d'Hauterives racontera le pillage de leur maison à Laval, son arrestation au Château de Hauterive où son mari vint la rejoindre, leur transfert à Chartres à la suite de l'évacuation de Laval avec d'autres prisonniers ligotés 4 à 4, particulièrement insultés lors de leur passage à Martigné et à Mayenne. Ils se se trouvaient, en 1794, dans la maison, devenue prison, des Carmélites de Chartres.

## Premier Empire
La Statistique de 1809 évalue son revenu à 18 000 francs, ses biens ruraux situés à Argentré, Parné et Torcé. Sébastien Berset d'Hauterives est désigné comme un des Grands notables du Premier Empire du département de la Mayenne.
Sébastien d'Hauterives, meurt à 89 ans, veuf, après avoir été maire d'Argentré. La place et le rôle des descendants du XIXe siècle se voient aux Notes et Souvenirs de M. de Berset d'Hauterives, in-12, Rennes, 1882.

## Descendance & postérité
- Sébastien Berset d'Hauterives (1741-1817), époux de Renée Françoise Leclerc de Beaulieu, seigneur d'Hauterives, emprisonné en 1793
  - Renée Berset d'Hauterives, épouse de Ambroise-Joseph Duchemin de Boisdupin
  - Louise Berset d'Hauterives (1770-1850), épouse de François Leclerc de Beaulieu (1769-1828)
    - Marie Leclerc de Beaulieu, religieuse, fondatrice du Sacré-Cœur de Laval

  - Marie Berset d'Hauterives  1771-
  - Jean-Baptiste-Sébastien Berset d'Hauterives (1773-1853), combat à Saint-Domingue, et y épouse en 1796 Sophie Taveau de Chambrun, maire d'Argentré en 1849.
    - Sébastien Charles Alexandre Amédée Berset d'Hauterives (1798-1882), commandeur de l'Ordre de Pie IX, chevalier des ordres d'Isabelle la Catholique et de Charles IV d'Espagne, époux d'Amélie Aglaë de Bernouilli.

  - Victoire  Berset d'Hauterives